# Vilim d'Aubigny, 1. grof Arundela
Vilim (francuski Guillaume) (o. 1109. — 12. listopada 1176.) bio je engleski plemić, sin Vilima d'Aubignyja i Matilde Bigod, a poznat je i kao Vilim d'Albini. Vilim je bio prvi grof Lincolna i prvi grof Arundela.
Engleski kralj Stjepan učinio je Vilima grofom Arundela, kao i grofom Lincolna. Vilim, odan kralju Stjepanu, pomogao je dogovoriti primirje između Stjepana i Henrika Plantageneta, što je bio kraj „Anarhije”. Henrik je postao kralj Henrik II. te mu je Vilim bio odan, što je bilo bitno tijekom pobune Henrika Mladog.

## Brak
Vilimova je žena bila Adeliza Leuvenska, udovica Henrika I. Engleskog. Adelizin i Vilimov sin bio je Vilim d'Aubigny, 2. grof Arundela.